# Olympische Sommerspiele 1936/Leichtathletik – 200 m (Männer)
Der 200-Meter-Lauf der Männer bei den Olympischen Spielen 1936 in Berlin wurde am 4. und 5. August 1936 im Olympiastadion Berlin ausgetragen. 44 Athleten nahmen teil.
Olympiasieger wurde der US-Amerikaner Jesse Owens vor seinem Landsmann Mack Robinson. Bronze gewann der Niederländer Martinus Osendarp.

## Rekorde

### Bestehende Rekorde

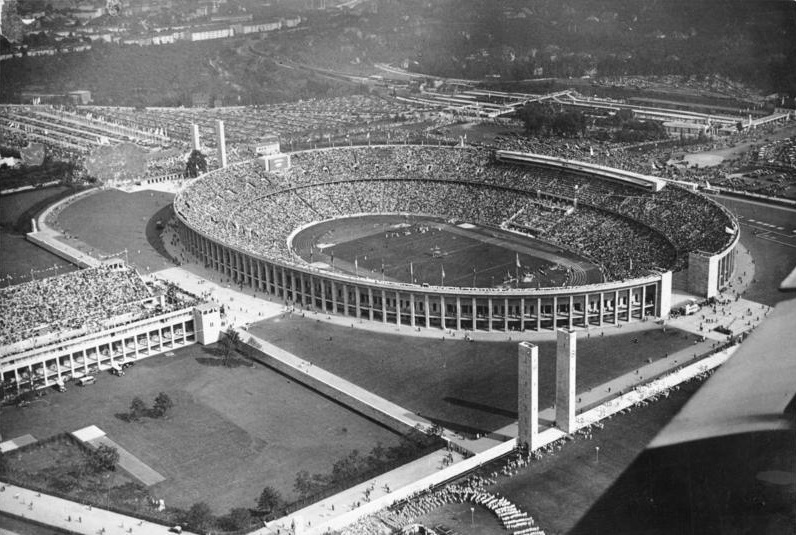
Das Olympiastadion in Berlin

Der Weltrekord über 200 Meter wurde noch bis 1951 nur inoffiziell geführt. Die IAAF machte damals bei der Anerkennung von Weltrekorden noch keinen Unterschied zwischen geraden Bahnen und solchen mit voller Kurve wie auf einer 400-Meter-Bahn.
| Weltrekord (inoffiziell) | 20,3 s (Bahn mit gerader Strecke, 220 Yards = 201,168 m) | Jesse Owens ( USA) | Ann Arbor, USA             | 25. Mai 1935   |
| Olympischer Rekord       | 21,2 s                                                   | Eddie Tolan ( USA) | Finale OS Los Angeles, USA | 3. August 1932 |

### Rekordverbesserungen / -egalisierungen
Der bestehende olympische Rekord wurde viermal egalisiert oder verbessert:
- 21,1 s – Jesse Owens (USA), dritter Vorlauf am 4. August
- 21,1 s (egalisiert) – Jesse Owens (USA), drittes Viertelfinale am 4. August
- 21,1 s (egalisiert) – Mack Robinson (USA), erstes Halbfinale am 5. August
- 20,7 s – Jesse Owens (USA), Finale am 5. August

## Durchführung des Wettbewerbs
Die Läufer traten am 4. August zu acht Vorläufen an. Die jeweils drei besten Läufer – hellblau unterlegt – qualifizierten sich für das Viertelfinale am selben Tag, aus dem ebenfalls die jeweils drei besten Läufer – wiederum hellblau unterlegt – in die nächste Runde, das Halbfinale, kamen. Die beiden Vorentscheidungen und das Finale wurden am 5. August durchgeführt. In den Halbfinals qualifizierten sich die ersten drei Starter – hellblau unterlegt – für das Finale.
Soweit bekannt sind die inoffiziellen elektronisch gestoppten Zeiten mit aufgelistet.

## Vorläufe
4. August 1936, 10.30 Uhr

Wetterbedingungen: sonnig, 18,5 °C, Windgeschwindigkeiten von ca. 3,3 m/s Gegenwind in der Kurve, Seitenwind auf der Geraden
Es sind nicht alle Zeiten überliefert.

### Vorlauf 1
| Platz | Name                  | Nation       | Zeit   | Anmerkung |
| ----- | --------------------- | ------------ | ------ | --------- |
| 1     | Wil van Beveren       | Niederlande  | 21,4 s |           |
| 2     | Tomás Beswick         | Argentinien  | 22,1 s |           |
| 3     | Mutsuo Taniguchi      | Japan        | 22,2 s |           |
| 4     | Antonio Salcedo       | Philippinen  | k. A.  |           |
| 5     | José de Almeida       | Brasilien    | k. A.  |           |
| 6     | Aristidis Sakellariou | Griechenland | k. A.  |           |

### Vorlauf 2
| Platz | Name               | Nation          | Zeit   | Anmerkung |
| ----- | ------------------ | --------------- | ------ | --------- |
| 1     | Martinus Osendarp  | Niederlande     | 21,7 s |           |
| 2     | Egon Schein        | Deutsches Reich | 22,0 s |           |
| 3     | Alan Pennington    | Großbritannien  | 22,1 s |           |
| 4     | Masao Yazawa       | Japan           | 22,4 s |           |
| 5     | Pierre Dondelinger | Frankreich      | k. A.  |           |
| 6     | Xaver Frick        | Liechtenstein   | k. A.  |           |

### Vorlauf 3
| Platz | Name               | Nation             | Zeit   | Anmerkung |
| ----- | ------------------ | ------------------ | ------ | --------- |
| 1     | Jesse Owens        | Vereinigte Staaten | 21,1 s | OR        |
| 2     | Lee Orr            | Kanada             | 21,6 s |           |
| 3     | Karl Neckermann    | Deutsches Reich    | 21,8 s |           |
| 4     | Arthur Sweeney     | Großbritannien     | 22,1 s |           |
| 5     | Nemesio de Guzman  | Philippinen        | 22,9 s |           |
| 6     | Gunnar Christensen | Dänemark           | 23,1 s |           |

### Vorlauf 4
| Platz | Name          | Nation     | Zeit   | Anmerkung |
| ----- | ------------- | ---------- | ------ | --------- |
| 1     | Bruce Humber  | Kanada     | 22,1 s |           |
| 2     | Gyula Gyenes  | Ungarn     | 22,1 s |           |
| 3     | Felix Rinner  | Österreich | 22,4 s |           |
| 4     | Paul Bronner  | Frankreich | 22,6 s |           |
| 5     | Chen Kingkwan | China      | k. A.  |           |

### Vorlauf 5
| Platz | Name             | Nation                | Zeit   | Anmerkung |
| ----- | ---------------- | --------------------- | ------ | --------- |
| 1     | Paul Hänni       | Schweiz               | 21,9 s |           |
| 2     | Renos Frangoudis | Griechenland          | 22,1 s |           |
| 3     | József Sir       | Ungarn                | 22,2 s |           |
| 4     | Poh Kimseng      | China                 | k. A.  |           |
| 5     | Pat Dannaher     | Südafrikanische Union | k. A.  |           |

### Vorlauf 6

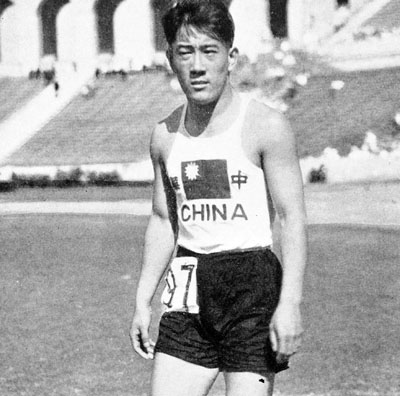
Liu Changchun – ausgeschieden als Fünfter des sechsten Vorlaufs

| Platz | Name                 | Nation                | Zeit   | Anmerkung |
| ----- | -------------------- | --------------------- | ------ | --------- |
| 1     | Marthinus Theunissen | Südafrikanische Union | 21,7 s |           |
| 2     | Howard McPhee        | Kanada                | 21,8 s |           |
| 3     | Börje Strandvall     | Finnland              | 22,6 s |           |
| 4     | George Fahoum        | Ägypten               | k. A.  |           |
| 5     | Liu Changchun        | China                 | k. A.  |           |
| 6     | Antonio Fondevilla   | Argentinien           | k. A.  |           |

### Vorlauf 7
| Platz | Name             | Nation                | Zeit   | Anmerkung |
| ----- | ---------------- | --------------------- | ------ | --------- |
| 1     | Robert Packard   | Vereinigte Staaten    | 21,2 s |           |
| 2     | Eric Grimbeek    | Südafrikanische Union | 21,8 s |           |
| 3     | Albert Steinmetz | Deutsches Reich       | 21,9 s |           |
| 4     | Eric Whiteside   | Britisch-Indien       | k. A.  |           |

### Vorlauf 8
| Platz | Name               | Nation             | Zeit   | Anmerkung |
| ----- | ------------------ | ------------------ | ------ | --------- |
| 1     | Mack Robinson      | Vereinigte Staaten | 21,6 s |           |
| 2     | Aarne Tammisto     | Finnland           | 22,2 s |           |
| 3     | Carlos Hofmeister  | Argentinien        | 22,3 s |           |
| 4     | Dieudonné Devrindt | Belgien            | k. A.  |           |
| 5     | Mario Minai        | Ungarn             | k. A.  |           |
| 6     | Alfred König       | Österreich         | k. A.  |           |

## Viertelfinale
4. August 1936, 15.30 Uhr
Wetterbedingungen: sonnig, 19,5 °C, Rückenwind bei ca. 3,7 m/s
Es sind nicht alle Zeiten überliefert.

### Lauf 1
| Platz | Name           | Nation             | Zeit   | Anmerkung              |
| ----- | -------------- | ------------------ | ------ | ---------------------- |
| 1     | Lee Orr        | Kanada             | 21,2 s | elektronisch: 21,37 s  |
| 2     | Paul Hänni     | Schweiz            | 21,3 s | elektronisch: 21,385 s |
| 3     | Robert Packard | Vereinigte Staaten | 21,3 s | elektronisch: 21,40 s  |
| 4     | József Sir     | Ungarn             | 21,6 s | elektronisch: 21,65 s  |
| 5     | Egon Schein    | Deutsches Reich    | 21,7 s | elektronisch: 21,67 s  |
| 6     | Tomás Beswick  | Argentinien        | k. A.  |                        |

### Lauf 2
| Platz | Name                 | Nation                | Zeit   | Anmerkung |
| ----- | -------------------- | --------------------- | ------ | --------- |
| 1     | Wil van Beveren      | Niederlande           | 21,7 s |           |
| 2     | Marthinus Theunissen | Südafrikanische Union | 21,9 s |           |
| 3     | Bruce Humber         | Kanada                | 22,1 s |           |
| 4     | Renos Frangoudis     | Griechenland          | k. A.  |           |
| 5     | Mutsuo Taniguchi     | Japan                 | k. A.  |           |
| 6     | Carlos Hofmeister    | Argentinien           | k. A.  |           |

### Lauf 3
| Platz | Name             | Nation                | Zeit   | Anmerkung             |
| ----- | ---------------- | --------------------- | ------ | --------------------- |
| 1     | Jesse Owens      | Vereinigte Staaten    | 21,1 s | ORe                   |
| 2     | Howard McPhee    | Kanada                | 21,8 s | elektronisch: 21,90 s |
| 3     | Eric Grimbeek    | Südafrikanische Union | 21,9 s | elektronisch: 21,94 s |
| 4     | Aarne Tammisto   | Finnland              | 22,0 s | elektronisch: 22,07 s |
| 5     | Felix Rinner     | Österreich            | k. A.  |                       |
| DSQ   | Albert Steinmetz | Deutsches Reich       |        |                       |

### Lauf 4
| Platz | Name              | Nation             | Zeit   | Anmerkung |
| ----- | ----------------- | ------------------ | ------ | --------- |
| 1     | Mack Robinson     | Vereinigte Staaten | 21,2 s |           |
| 2     | Martinus Osendarp | Niederlande        | 21,3 s |           |
| 3     | Karl Neckermann   | Deutsches Reich    | 21,6 s |           |
| 4     | Gyula Gyenes      | Ungarn             | k. A.  |           |
| 5     | Börje Strandvall  | Finnland           | k. A.  |           |

## Halbfinale
5. August 1936, 15.00 Uhr

Wetterbedingungen: sonnig, 17 °C, Rückenwind bei ca. 3,0 m/s

### Lauf 1
| Platz | Name            | Nation                | Zeit   | Anmerkung |
| ----- | --------------- | --------------------- | ------ | --------- |
| 1     | Mack Robinson   | Vereinigte Staaten    | 21,1 s | ORe       |
| 2     | Lee Orr         | Kanada                | 21,3 s |           |
| 3     | Wil van Beveren | Niederlande           | 21,5 s |           |
| 4     | Robert Packard  | Vereinigte Staaten    | 21,6 s |           |
| 5     | Karl Neckermann | Deutsches Reich       | 21,8 s |           |
| 6     | Eric Grimbeek   | Südafrikanische Union | 22,2 s |           |

### Lauf 2
| Platz | Name                 | Nation                | Zeit   | Anmerkung |
| ----- | -------------------- | --------------------- | ------ | --------- |
| 1     | Jesse Owens          | Vereinigte Staaten    | 21,3 s |           |
| 2     | Martinus Osendarp    | Niederlande           | 21,5 s |           |
| 3     | Paul Hänni           | Schweiz               | 21,6 s |           |
| 4     | Marthinus Theunissen | Südafrikanische Union | 21,8 s |           |
| 5     | Bruce Humber         | Kanada                | 22,0 s |           |
| 6     | Howard McPhee        | Kanada                | 22,0 s |           |

## Finale
| Platz | Name              | Nation             | Zeit   | Anmerkung |
| ----- | ----------------- | ------------------ | ------ | --------- |
| 1     | Jesse Owens       | Vereinigte Staaten | 20,7 s | OR        |
| 2     | Mack Robinson     | Vereinigte Staaten | 21,1 s |           |
| 3     | Martinus Osendarp | Niederlande        | 21,3 s |           |
| 4     | Paul Hänni        | Schweiz            | 21,6 s |           |
| 5     | Lee Orr           | Kanada             | 21,6 s |           |
| 6     | Wil van Beveren   | Niederlande        | 21,9 s |           |

5. August 1936, 18.00 Uhr

Wetterbedingungen: wolkig, 13,3 °C, nachlassender Wind
Schon im Vor- und Zwischenlauf lief Jesse Owens mit 21,1 s olympischen Rekord, den Mack Robinson in seinem Halbfinale ebenfalls erreichte. Obwohl Mack im Finale genauso schnell war, wurde er wie alle anderen Läufer im Finale von Owens zum Statisten degradiert. Mit deutlichem Vorsprung kam der Star dieser Spiele, der bereits Gold über 100 Meter und im Weitsprung gewonnen hatte, aus der Kurve und holte sich seine dritte Goldmedaille. Dabei verbesserte er den olympischen Rekord auf 20,7 s. Dahinter erreichte Mack Platz zwei und der Niederländer Martinus Osendarp gewann wie schon über 100 Meter die Bronzemedaille.
Für Jesse Owens war es die dritte von vier Goldmedaillen, die er in Berlin gewinnen konnte.

Owens gewann im neunten olympischen Finale dieser Disziplin die siebte Goldmedaille für die USA. Gleichzeitig war es der sechste US-Doppelerfolg.

Martinus Osendarp gewann die erste niederländische Medaille über die 200 Meter.

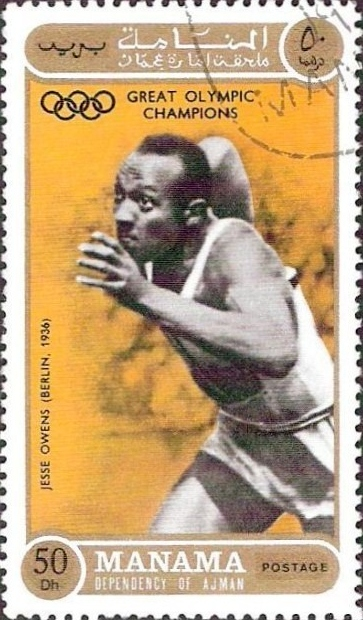
Über 200 Meter errang Jesse Owens (hier abgebildet auf einer Briefmarke) überlegen seine dritte Goldmedaille
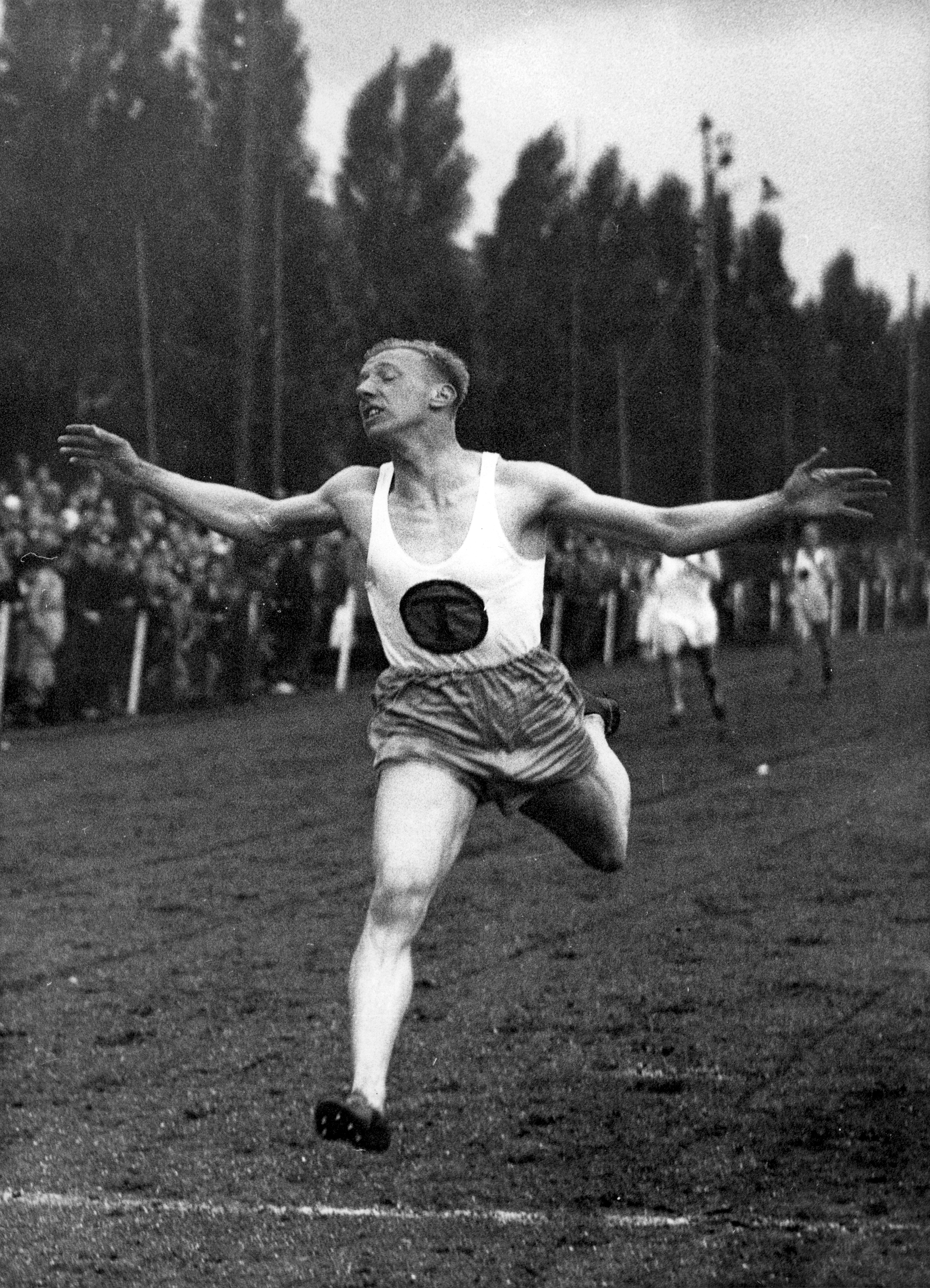
Wie auch über 100 Meter gewann Martinus Osendarp Bronze.

## Videolinks
- 1936 Summer Olympics - Berlin - Men's 200m Final, youtube.com, abgerufen am 11. Juli 2021
- Berlin 1936 - Olympics - Olympia - Athletics - Leichtathletik - Footage 3, Bereich 7:14 min bis 7:41 min, youtube.com, abgerufen am 11. Juli 2021
- 1936 olympics 200m, veröffentlicht am 4. Juli 2008 auf youtube.com, abgerufen am 19. September 2017